# Carissa macrocarpa

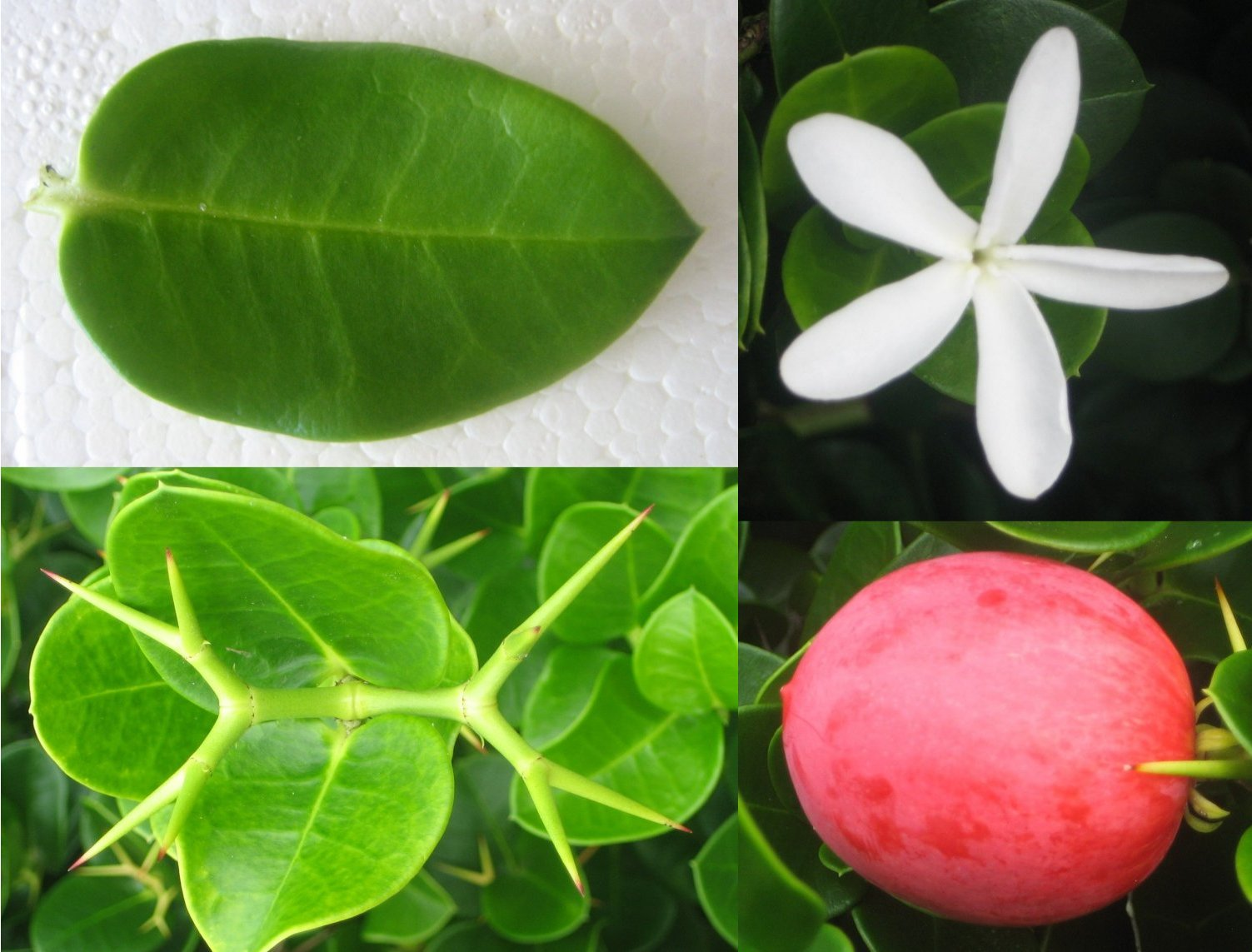
Fulles, flor i fruit

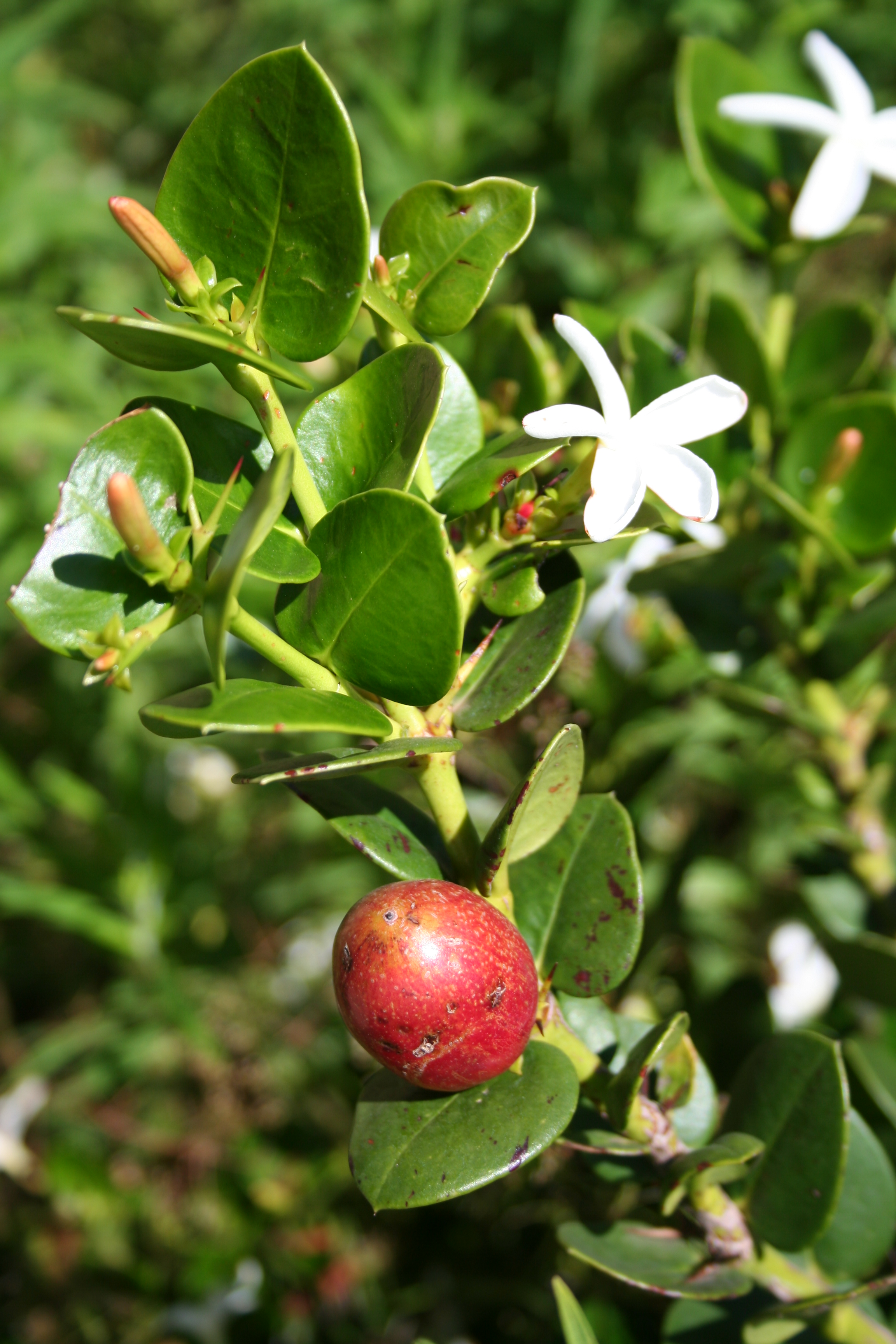
Detall de la planta

Carissa macrocarpa és una espècie d'arbust pertanyent a la família de les apocinàcies. És originària del sud d'Àfrica. Els seus fruits són comestibles.

## Descripció
És un arbust de creixement ràpid que resisteix molt bé el vent i pot créixer prop del mar, tant en forma d'arbust com d'un arbre de 4 m. Les fulles són dures, brillants i de color verd fosc, tot i que el revers és d'un verd més suau. Exhuda una llet, un làtex no tòxic per les seves branques.
Les seves tiges tenen punxes característiques en forma de "i" grega. Les espectaculars espines d'aquesta planta li permeten protegir-se d'animals herbívors africans. Sovint, característiques com la forma, la mida, el lloc on es troben i el nivell d'agrupament de les espines depèn del tipus d'animal contra el qual s'ha de protegir la planta.
Però el més atractiu d'aquesta planta és el seu fruit, molt ric en vitamina C, magnesi i fòsfor. Té forma d'ou i és bastant gran, d'aquí el nom macrocarpa, que en grec vol dir "fruit gran". És d'un color fúcsia vermellós, del qual s'hi fan delicioses gelees i melmelades. Criden també l'atenció les seves flors d'un color blanc immaculat, que recorden la tarongina, i apareixen des de primavera fins a mitjans d'estiu. Cal destacar que s'empra també en jardineria com a tanca vegetal.

## Distribució ihàbitat
Es distribueix a Moçambic i Sud-àfrica fins a la Província Oriental del Cap on és àmpliament cultivada. És una espècie introduïda a Nicaragua on és cultivada a àrees seques, majoritàriament al voltant de Managua; a alçades de 40–200 metres.

## Taxonomia
Carissa macrocarpa va ser descrita per (Eckl.) A.DC. i publicada a Prodromus Systematis Naturalis Regni Vegetabilis 8: 336. 1844.

### Sinonímia
- Arduina grandiflora E.Mey.
- Arduina macrocarpa Eckl.
- Carissa africana A.DC.
- Carissa carandas Lour.
- Carissa grandiflora (E.Mey.) A.DC.
- Carissa praetermissa Kupicha
- Jasminonerium africanum (A.DC.) Kuntze
- Jasminonerium grandiflorum (E.Mey.) Kuntze
- Jasminonerium macrocarpum (Eckl.) Kuntze[4]